# Sweden Rock Magazine
Sweden Rock Magazine (SRM) är en svensk hårdrockstidning som grundades 2001 och som utkommer med 11 nummer om året. SRM hade en föregångare i fanzinet Bright Eyes Metal Magazine som grundades 1997, och gavs tidigare ut av arrangörerna av Sweden Rock Festival som kort därefter började att samarbeta med tidningen. Dess två grundare hade som avsikt att börja bevaka hårdrocksvärlden på ett sätt som de ansåg att befintliga medier hade ignorerat.